# تومسکویه (استان آمور)
تومسکویه (به لاتین: Tomskoye) یک منطقهٔ مسکونی در روسیه است که در استان آمور واقع شده‌است.